# Poznański Okręg Wojskowy

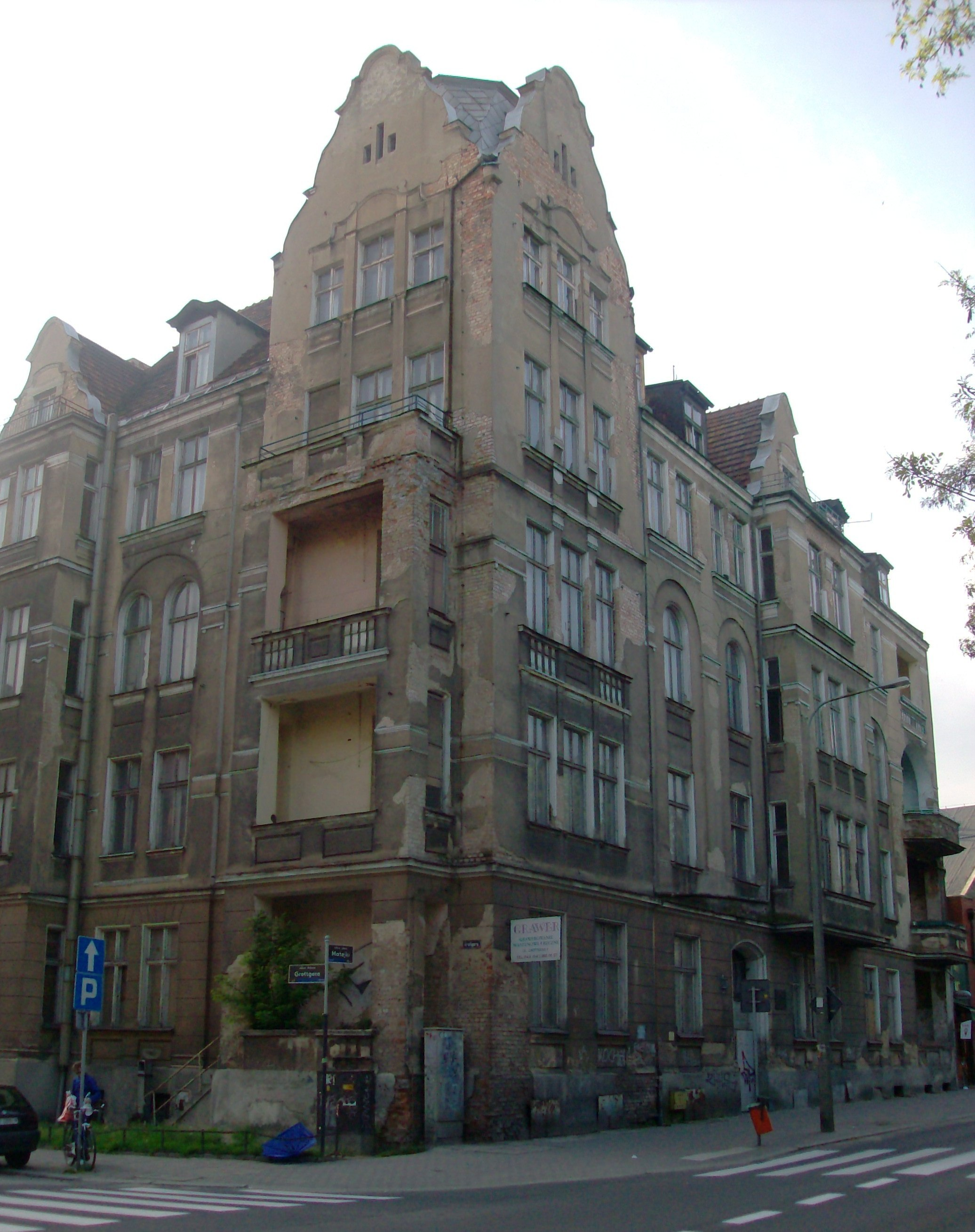
Siedziba Poznańskiego Okręgu Wojskowego

Poznański Okręg Wojskowy (DOW III) – terenowy organ wykonawczy Ministra Obrony Narodowej w sprawach operacyjno-obronnych istniejący w latach 1945−1949 z siedzibą dowództwa w Poznaniu przy ul. Matejki 61.

## Historia Okręgu

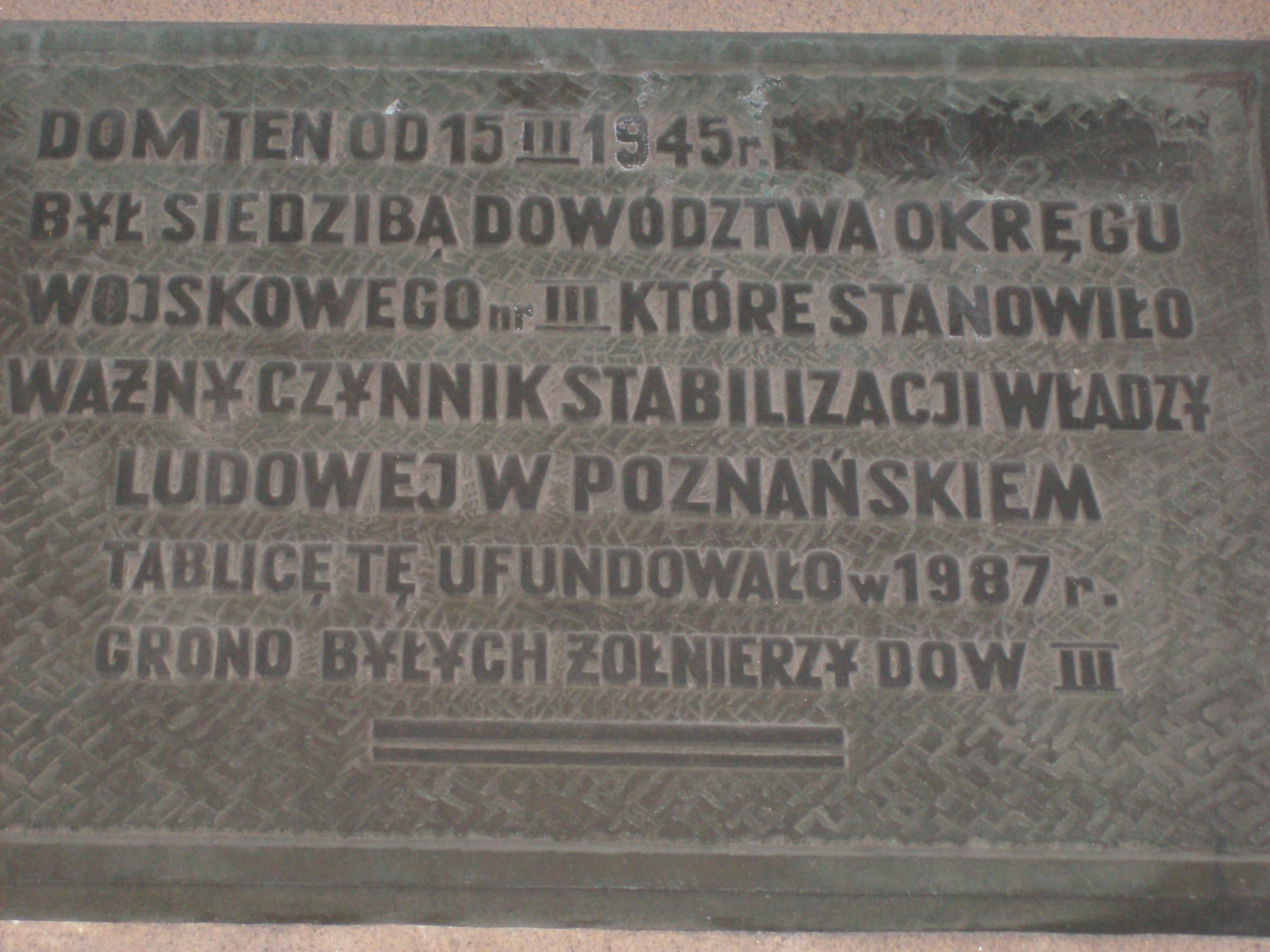
Tablica ufundowana 1987 r. przez byłych żołnierzy DOW III

Dowództwo Okręgu Wojskowego Poznań zostało utworzone w sierpniu 1945. Okręg objął swoim zasięgiem województwo poznańskie. Dowództwo okręgu sformowano wg etatu nr 1/46 dowództwa OW kat. I. W jego skład wchodziły:
- dowództwo i sztab
- dowództwa: artylerii i broni pancernej
- wydziały: inżynieryjny, chemiczny, lotniskowy, personalny, finansowy i służby zdrowia
- zarząd polityczno-wychowawczy
- kwatermistrzostwo.

Od 5 listopada 1945 Dowództwo OW Poznań otrzymało skróconą nazwę DOW III.
Jesienią 1945 przy Dowództwie Poznańskiego OW został sformowany Wydział Wojsk Ochrony Pogranicza III kategorii. Na stanowisko szefa wydziału został wyznaczony mjr Lucjan Kępiński. Szefowi wydziału podlegał 2 Oddział Ochrony Pogranicza i dwie samodzielne kompanie łączności. We wrześniu 1946 wydział został rozformowany, a 2 Poznański Oddział WOP podporządkowany bezpośrednio szefowi Departamentu WOP w Warszawie.
We wrześniu 1946, po rozwiązaniu OW Łódź, do OW Poznań włączono województwo łódzkie wraz ze stacjonującymi na jego terytorium jednostkami wojskowymi
W marcu 1947 Dowództwo OW III przeniesiono na nowy etat nr 1/159 dowództwa okręgu typu B. W jego składzie znajdowało się:
- dowództwo i sztab
- inspektoraty: broni pancernej i artylerii
- zarząd polityczno-wychowawczy
- wydziały: inżynieryjno-saperski, personalny i lotniskowy
- kwatermistrzostwo

W marcu 1949 Dowództwo OW III zostało rozformowane.

## Zadania Okręgu
Do podstawowych zadań OW należały:
- mobilizacja osobowa i zaopatrzenie materiałowe jednostek,
- zabezpieczenie procesu szkolenia oddziałów,
- nadzór gospodarczy i ścisła współpraca z organami administracji terenowej oraz radami narodowymi.

## Jednostki podległe dowódcy Poznańskiego OW w 1948
- 4 Pomorska Dywizja Piechoty - Kalisz
- 5 Saska Dywizja Piechoty - Międzyrzecz
- 8 Drezdeńska Dywizja Piechoty - Łódź
- 2 Sudecki pułk czołgów - Września
- 28 pułk artylerii pancernej - Śrem
- 12 Brygada Artylerii Ciężkiej - Gniezno
- 27 Warszawski dywizjon artylerii ciężkiej - Tomaszów Mazowiecki
- 86 pułk artylerii przeciwlotniczej - Leszno, a później w Poznaniu
- 4 pułk saperów - Gorzów Wielkopolski
- 3 batalion łączności - Poznań.

## Dowódcy Poznańskiego OW
- płk Mikołaj Łagodziński - p.o. II 1945-IV 1945
- płk dypl. Adam Nieniewski - IV 1945-VIII 1945
- gen. dyw. Wojciech Bewziuk - VIII 1945-X 1945
- gen. broni Karol Świerczewski - X 1945-I 1946
- gen. bryg. Sergiusz Noss - I 1946-II 1946
- gen. dyw. Wsiewołod Strażewski - II 1946- X 1948
- gen. dyw. Jan Rotkiewicz - X 1948-III 1949
- płk Kazimierz Krasoń - III 1949.